# Kostroma-Werft
Die Kostroma-Werft (russisch Костромская верфь) ist eine russische Binnenwerft mit Sitz in Kostroma kurz vor der Mündung in die Wolga.
Sie wurde 1931 als Bauwerft benannt nach Komsomolskaja Prawda (Судоверфь им. Комсомольской правды) gegründet.
Während des Zweiten Weltkriegs wurden Patrouillenboote gebaut. In den Nachkriegsjahren wurden auch Betonschiffe und -Pontons gebaut. Heute werden Schubschlepper und Tankschiffe hergestellt. Die maximalen Dimensionen betragen 6000 t Tragfähigkeit, 140 m Länge und 16,5 m Breite.
Seit der Privatisierung sind zwei Unternehmen am gleichen Standort tätig, von denen eines (im Besitz von Batyr Bakjewitsch Kerbabajew) 2021 in die Insolvenz ging.

## Bauprogramm
- Projekt 2731 (Tankschiff)[6]
- Projekt 4993 / 4993M (Tankschiff)[6]
- Projekt 81218 (Lastkahn)[6]
- Projekt R85A (Bunkerschiff)[6]
- Projekt 52 (seegängiges Tankschiff)
- Projekt 3330 (Vermessungsschiff)[7]